# Enkele-bandzweefvlieg
De enkele-bandzweefvlieg (Epistrophe eligans) is een insect uit de familie zweefvliegen (Syrphidae).

## Algemeen
De enkele-bandzweefvlieg is een algemene zweefvlieg van rond de 11 mm die in de lente in Nederland voorkomt. Op afstand lijkt de vlieg enigszins goud gekleurd te zijn vanwege de glanzende haren over heel zijn lichaam. Net als vele andere vliegen zijn het mannetje en vrouwtje te onderscheiden door te kijken of de ogen vast of los van elkaar zijn.

## Uiterlijk
De enkele-bandzweefvlieg heeft geen standaard teken op zijn achterlijf. Dit kan verschillen met 1 vlekachtige zwarte lijn of 2. Daarnaast is het het achterste gedeelte van het achterlijf helemaal zwart. De voorste en middelste poten zijn geheel geel. De achterste poten zijn voor de helft zwart gekleurd. Het borststuk is koper gekleurd en de antennen zijn donkerder geel.

## Verspreiding
De soort is wijdverspreid in Europa. In het oosten strekt hun voorkomen zich uit tot Klein-Azië en de Kaukasus.

## Levenswijze
De vliegtijd van volwassen vliegen duurt van maart tot september. Ze worden het vaakst waargenomen in mei. De soort geeft de voorkeur aan zonnige bosranden, hagen en tuinen als leefgebied. De vliegen zuigen de nectar op en voeden zich met het stuifmeel van diverse bloeiende planten, waaronder witte munt (Mentha suaveolens), geelgroene vrouwenmantel (Alchemilla xanthochlora), fluitenkruid (Anthriscus sylvestris), sleedoorn (Prunus spinosa) en meidoorns (Crataegus). De vrouwtjes leggen hun eieren meestal in de buurt van bladluiskolonies. De uitgekomen larven voeden zich met de bladluizen. In het derde larvale stadium, dat ze na korte tijd bereiken, komen ze in een diapauze (rustfase waarin de larve doorgaans geen voedsel consumeert), die duurt tot de lente van het volgende jaar. Pas dan verpopt de larve.